# Skinija
Skinija je řeka na západě Litvy v okrese Klaipėda, pramení 1 km od vsi Brožiai, 2 km jižně od vsi Antkoptis. Teče zpočátku směrem západoseverozápadním (vlevo od obce Girininkai) až do obce Vėžaičiai; těsně před ní protéká Vėžaičiajským rybníkem. V obci se stáčí prudce na jih, od Ežaičiů se kroutí postupně stále více směrem západním, až naproti Gargždům u obce Maciuičiai vtéká do Minije jako její levý přítok 51,7 km od jejího ústí.

## Přítoky
- Levé:

| Hydrologické pořadí | Řeka    | Délka (km) | Povodí (km²) | Vzdálenost od ústí (km) | Ústí kde | Koordináty ústí |
| ------------------- | ------- | ---------- | ------------ | ----------------------- | -------- | --------------- |
| 17010641            | S - 5   | 2,9        | 2,7          | 17,4                    |          |                 |
| 17010644            | S - 3   | 2,1        | 3,0          | 7,6                     |          |                 |
| 17010645            | S - 1   | 5,0        | 4,1          | 2,0                     |          |                 |
| 17010647            | Kulupis | 2,4        | 2,6          | 1,4                     |          |                 |

- Pravé:

| Hydrologické pořadí | Řeka       | Délka (km) | Povodí (km²) | Vzdálenost od ústí (km) | Ústí kde | Koordináty ústí |
| ------------------- | ---------- | ---------- | ------------ | ----------------------- | -------- | --------------- |
| 17010642            | S - 2      | 4,2        | 9,4          | 15,0                    |          |                 |
| 17010643            | Karvatakis | 2,5        | 1,8          | 11,8                    |          |                 |
| 17010646            | Gargždupis | 5,6        | 5,6          | 1,8                     |          |                 |